# Pierre V. Zima
Pierre V. Zima (Peter V. Zima) est un critique littéraire et un sociologue. Né a Prague (Tchéchoslovaquie) en 1946, il est d'origine tchèque-allemande et citoyen d'Autriche et des Pays-Bas. Depuis 2012, il est professeur émérite de la Alpen-Adria Universität à Klagenfurt (Autriche), où il enseigna la Littérature Générale et Comparée entre 1983 et 2012.

## Biographie
Il a fait des études de sociologie et sciences politiques à l'université d'Edimbourg de 1965 à 1969 (MA Hons) et a soutenu deux thèses de doctorat sur l'ésthetique (Doctorat du 3e cycle à l'Université de Paris I : 1971, Directeur de thèse: Jean Cassou). et sur la sociologie de la littérature (Doctorat d'État à l'Université de Paris IV : 1979: Directeur de thèse: Olivier Revault d'Allonnes).
Il a enseigné la sociologie de la littérature à l'Universite de Bielefeld (Allemagne) de 1972 à 1975 et la théorie de la littérature à L'Université de Groningue (Pays-Bas) de 1976 à 1983. En 1983 il a etè nommé professeur ordinaire de Littérature Générale et Comparée à l'Université de Klagenfurt. Il a enseigné comme professeur invité  à i'Istituto Orientale Universitario à Naples (1985), à l'Université de Leuven-Louvain (1988), à l'Université de Graz (1991-1992), à l'Université de Vienne (1994-1995) et à l'Université de Saint Jacques de Compostelle (2004).

## Recherche
Sa recherche porte sur les domaines suivants : Théorie de la littérature et esthétique ; sociologie et philosophie sociale.
La sociologie du texte : 
Zima a développé une sociologie du texte ou sociocritique , s'appuyant sur le théorie littéraire de Mikaïl M. Bakhtine et sur la sémiotique d'Algirdas Julien Greimas La sociologie du texte ou socio-sémiotique cherche à rendre compte des textes littéraires et non littéraires dans le cadre d'une situation socio-linguistique et par rapport à des langages de groupe ou sociolectes. Un exemple est la conversation mondaine qui permet de mieux comprendre le roman de Proust A la recherche du temps perdu ainsi que les drames d'Oscar Wilde et Hugo von Hofmannsthal par rapport aux sociolectes des classes de loisir (Thorstein Veblen) de Paris, Londres et Vienne autour de 1900.
Idéologie et théorie : 
C'est dans  le cadre de la sociologie du texte que Zima propose une distinction entre idéologie et théorie en tant que discours (structures sémantiques, syntaxiques et narratives). À la différence de l'idéologie qui est un discours structuré par le dualisme sémantique (bien/mal, juste/injuste, etc.) le monologue et la prétention d'être identique au réel, la théorie est une discours structuré par l'ambivalence (du réel) et une approche constructiviste qui consiste à réfléchir sur sa propre contingence et sur l'impossibilité d'identifier discours et réalité. Cette réflexion constructiviste sur la contingence de son discours ouvre la théorie au dialogue avec des positions théoriques concurrentes ou rivales.
Théorie dialogique : 
Introduisant la Théorie dialogique comme nouvelle variante de la Théorie Critique de l'Ecole de Francfort (Adorno, Horkheimer), Zima a systématiquement confronté des théories sociologiques hétérogènes dans son ouvrage récent Soziologische Theoriebildung. Il y cherche à démontrer qu'aucune des théories sociologiques en question ne saurait être considérée comme une représentation adéquate ou « réaliste » du monde social et de son évolution. Cette évolution, souvent ambivalente et saturée de contradictions, reste incompréhensible tant qu'on se cantonne dans un monologue théoretique ; ce n'est qu'au cours d'un dialogue entre des théories hétérogènes et contradictoires qu'elle peut être élucidée dans toute sa complexité et hétérogénéité. La mise en rapport des théories rivales ne vise pas leur réfutation ou « falsification » dans le sens de Karl R. Popper, mais leur « ébranlement » (« Erschütterung »), tel qu'ìl a été défini par Otto Neurath dans la critique qu'il adresse à Popper en 1936.
Subjectivité dialogique : 
Partant du dialogisme de Bakhtine, Zima a développé - dans ses ouvrages Subjectivity and Identity et dans Narzissmus und Ichideal - une théorie dialogique du sujet individuel selon laquelle toute subjectivité est un processus dialogique qui devrait être conçu comme une interaction sociale et linguistique permantente avec d'autres individus et avec l'altérité en général. En Allemagne, la théorie dialogique de Zima a suscité une discussion dans la revue "Ethik und Sozialwissenschaften". Cette discussion a eu des répercussions considérables dans le monde académique allemand.
Théorie de la littérature : 
 Dans Critique littéraire et esthétique et Literarische Ästhetik Zima a tenté de reconstruire les fondements philosophiques et esthétiques des théories de la littérature - du formalisme russe jusqu'à la déconstruction derridienne. Ces théories ne sauraient être comprises concrètement que lorsqu'elles sont mises en rapport avec les philosophies dont elles sont issues (Kant, Hegel, Nietzsche). Compte rendu de Marie Doga: "Les différentes théories de la littérature doivent être situées sur le plan des débats philosophiques pour être clairement comprises. Telle est la thèse défendue par P. V. Zima dans son livre"
Sociologie du roman : 
Dans sa sociologie du roman, Zima part de l'idée que la crise des valeurs sociales, due à la commercialisation de tous les secteurs de la vie, à la division du travail (Marx, Durkheim) et aux conflits idéologiques, se manifeste dans la structure romanesque, tant au niveau sémantique qu'au narratif, A  la différence des romans réalistes du XIXe siècle dans lesquels un système de valeurs encore relativement stable permettait aux auteurs et narrateurs de résoudre les ambiguïtés des caractères, des énoncés et des actions (par exemple dans La Comédie humaine de Balzac), les romans modernistes du XXe siècle sont marqués par une ambivalence (nietzschiéenne) qui met en question la sémantique et la syntaxe narrative du roman. Les romans de Proust, Musil, Kafka ou Svevo sont marqués par une ambivalence des caractères, des actions et des situations qui empêche le narrateur de se prononcer de manière univoque sur les protagonistes. Les conséquences de cette crise sont : la dèsintegration de la syntaxe narrative et un style essayiste. Comme dans la philosophie de Nietzsche, cette ambivalence des valeurs tend à déboucher dans l'indifférence en tant qu'interchangeabilité des valeurs. À partir de Camus et dans le Nouveau roman, la question concernant la valeur authentique, le vrai caractère ou la vérité n'est plus posée et la syntaxe narrative  est souvent livrée au hasard ou devient inintelligible. Dans le cadre de ses recherches, Zima distingue une modernite tardive (modernisme) structurée par l*ambivalence d'une postmodernité structurée par l'indifférence en tant qu'interchangeabilité de valeurs culturelles.

### Livres en français
- Le Désir du mythe. Une lecture sociologique de Marcel Proust, Nizet, Paris, 1973;
- Goldmann. Dialectique de l’immanence, Ed. Universitaires, Paris, 1973;
- L’École de Francfort. Dialectique de la particularité, Ed. Universitaires, 1974, L’Harmattan, Paris, 2005  (ISBN 2-7475-7719-8);
- Pour une sociologie du texte littéraire, UGE : 10/18, Paris, 1978, L’Harmattan, Paris, 2000  (ISBN 2-7384-9081-6) (version française de: Kritik der Literatursoziologie : cf. infra) ;
- L’Ambivalence romanesque. Proust – Kafka – Musil, Le Sycomore, Paris, 1980, L’Harmattan, Paris, 2002 (2e éd.)  (ISBN 2-7475-3117-1);
- L’Indifférence romanesque. Sartre – Moravia – Camus, Le Sycomore, Paris, 1982, L’Harmattan, Paris, 2005 (2e  éd.)  (ISBN 2-7475-8001-6);
- Manuel de sociocritique, Picard, Paris, 1985, L’Harmattan, Paris, 2000 (2e  éd.)  (ISBN 2-7384-9087-5); (version augmentée du livre néerlandais Literatuur en maatschappij. Inleiding in de literatuur- en tekstsociologie, Van Gorcum, Assen, 1981,  (ISBN 90-232-1831 0) ;
- La Déconstruction. Une critique, PUF, Paris, 1994  (ISBN 9-782-130-4599-72);
- La Négation esthétique. Le sujet, le beau et le sublime de Mallarmé et Valéry à Adorno et Lyotard, L’Harmattan, Paris, 2002  (ISBN 2-7475-3116-3);
- Critique littéraire et esthétique. Les fondements esthétiques des théories de la littérature, L’Harmattan, Paris, 2003  (ISBN 2-7475-5810-X) (version française de : The Philosophy of Modern Literary Theory: cf. infra);
- Théorie critique du discours. La discursivité entre Adorno et le postmodernisme, L’Harmattan, Paris, 2003  (ISBN 9782747552479);
- Texte et société. Perspectives sociocritiques, L’Harmattan, Paris, 2011  (ISBN 978-2-296-55926-4);
- Essai et essayisme. Le potentiel théorique de l’essai: De Montaigne jusqu’à la postmodernité, Classiques Garnier, Paris, 2018  (ISBN 9782406068358) (version augmentée de : Essay / Essayismus: cf. infra).

### Livres en anglais
- The Philosophy of Modern Literary Theory, Athlone-Continuum, Londres, 1999  (ISBN 978-0-8264-7893-1);
- Deconstruction and Critical Theory, Continuum, Londres, 2002  (ISBN 978-1-84790-008-1) (traduction anglaise de: Die Dekonstruktion: cf. infra; traducteur: Rainer Emig);
- What is Theory? Cultural Theory as Discourse and Dialogue, Continuum, Londres, 2007  (ISBN 0-8264-9050-6) (version anglaise augmentée de: Was ist Theorie?: cf. infra);
- Modern / Postmodern. Society, Philosophy, Literature, Continuum, Londres, 2010  (ISBN 978-1-4411-9901-0) (version anglaise augmentée de : Moderne / Postmoderne: cf. infra);
- Subjectivity and Identity. Between Modernity and Postmodernity, Bloomsbury, Londres-New York, 2015 (978-1-78093-780-9) (version anglaise augmentée de:  Theorie des Subjekts: cf. infra).
- Discourse and Power. An Introduction to Critical Narratology: Who Narrates Whom? Routledge, Londres-New York, 2023.

### Livres en allemand
- Kritik der Literatursoziologie, Suhrkamp, Francfort, 1978  (ISBN 3-518-10857-3);
- Textsoziologie. Eine kritische Einführung, Metzler, Stuttgart, 1980  (ISBN 978-3-476-10190-7);
- Der gleichgültige Held. Textsoziologische Untersuchungen zu Sartre, Moravia und Camus, Metzler, Stuttgart, 1983, Trier, WVT, 2004  (ISBN 3-88476-600-7) (version allemande augmentée de: L’indifférence romanesque: cf. supra);
- Roman und Ideologie. Zur Sozialgeschichte des modernen Romans, Fink, Munich, 1986  (ISBN 3-7705-2365-2);
- Ideologie und Theorie. Eine Diskurskritik, Francke, Tübingen, 1989  (ISBN 3-7720-1823-8);
- Literarische Ästhetik. Methoden und Modelle der Literaturwissenschaft, Francke-UTB, Tübingen, 1991, 3e édition augmentée, 2020  (ISBN 3-8252-1590-3);
- Komparatistik. Einführung in die Vergleichende Literaturwissenschaft, Francke-UTB, Tübingen, 1992, 2e édition augmentée, 2011  (ISBN 978-3-8252-1705-1);
- Die Dekonstruktion. Einführung und Kritik, Francke-UTB, Tübingen, 1994, 2e éd. 2016 (version allemande augmentée de:  La Déconstruction: cf. supra)  (ISBN 978-3-8252-4689-1);
- Moderne / Postmoderne. Gesellschaft – Philosophie – Literatur, Francke-UTB, Tübingen, 1997, 4e  édition revue, 2016  (ISBN 9-783825-246907);
- Theorie des Subjekts. Subjektivität und Identität zwischen Moderne und Postmoderne, Francke-UTB, Tübingen, 2000, 4e édition revue, 2017  (ISBN 978-3-8252-4796-6);
- Das literarische Subjekt. Zwischen Spätmoderne und Postmoderne, Francke, Tübingen, 2001, 2024, 2e édition augmentée  (ISBN 3-7720-2775-X);
- Was ist Theorie? Theoriebegriff und Dialogische Theorie in den Kultur- und Sozialwissenschaften,  Francke-UTB, Tübingen, 2004, 2e édition revue, 2017  (ISBN 978-3-8252-4797-3);
- Ästhetische Negation. Das Subjekt, das Schöne und das Erhabene von Mallarmé und Valéry zu Adorno und Lyotard, Königshausen und Neumann, Würzburg, 2005 (version augmentée de : La Négation esthétique: cf. supra), 2e édition augmentée, 2018  (ISBN 978-3-8260-6178-3);
- Der europäische Künstlerroman. Von der romantischen Utopie zur postmodernen Parodie, Francke, Tübingen, 2008  (ISBN 978-3-7720-8263-4);
- Narzissmus und Ichideal, Psyche – Gesellschaft – Kultur, Francke, Tübingen, 2009  (ISBN 9783772083372);
- Komparatistische Perspektiven. Zur Theorie der Vergleichenden Literaturwissenschaft, Francke, Tübingen, 2011  (ISBN 978-3-7720-8407-2);
- Essay / Essayismus. Zum theoretischen Potenzial des Essays von Adorno bis zur Postmoderne, Königshausen und Neumann, Würzburg, 2012, 2e édition revue 2024 (ISBN 978-3-8260-4727-5);
- Entfremdung. Pathologien der postmodernen Gesellschaft, Francke-UTB, Tübingen, 2014  (ISBN 978-3-8252-4305-0);
- Soziologische Theoriebildung. Ein Handbuch auf dialogischer Basis, Francke-UTB, Tübingen, 2022  (ISBN 978-3-8252-5830-6)
- Diskurs und Macht. Einführung in die herrschaftskritische Erzähltheorie, Verlag Barbara Budrich, Opladen & Toronto, 2022,  (ISBN 978-3-8252-5830-6)
- Die Kritische Theorie zwischen Spätmoderne und Postmoderne: Nostalgie als Kritik, Narr Francke Attempto Verlag, Tübingen, 2024  (ISBN 978-3-381-12701-6).

### Livre italien
Breve introduzione alla sociologia del testo, Libreria Sapere, Naples, 1985.

### Direction et codirection de volumes collectifs
- Textsemiotik als Ideologiekritik, Suhrkamp, Francfort, 1977  (ISBN 3-518-10796-8);
- Texte et idéologie. Degrés. Revue de synthèse à orientation sémiologique, No. 24-25, hivers 1980-1981;
- Semiotics and Dialectics. Ideology and the Text, Benjamins, Amsterdam, 1981  (ISBN 90-272-1505-7);
- Europäische Avantgarde (avec J. Strutz), Peter Lang, Francfort-Berne-New York, 1987  (ISBN 3-8204-0057-5);
- Komparatistik als Dialog. Literatur und interkulturelle Beziehungen in der Alpen-Adria-Region und in der Schweiz (avec J. Strutz), Peter Lang, Francfort-Berne-New York, 1991  (ISBN 3-631-42279-2);
- Literatur intermedial. Musik, Malerei, Photographie, Film, Wiss. Buchgesellschaft, Darmstadt, 1995  (ISBN 3-534-12315-8);
- Literarische Polyphonie. Übersetzung und Mehrsprachigkeit in der Literatur (avec J. Strutz), Narr, Tübingen, 1996  (ISBN 3-8233-5163-X);
- Vergleichende Wissenschaften. Interdisziplinarität und Interkulturalität in den Komparatistiken, Narr, Tübingen, 2000 (3-8233-5212-1);
- Strategien der Verdummung. Infantilisierung in der Fun-Gesellschaft (avec J. Wertheimer), Beck, Munich, 2001, 6e éd. 2006  (ISBN 978-3-406-45963-4);
- Krise und Kritik der Sprache. Literatur zwischen Spätmoderne und Postmoderne (avec R. Kacianka), Francke, Tübingen, 2004  (ISBN 3-77-20-8055-3);
- Kritische Theorie heute (avec R. Winter), Transcript, Bielefeld, 2007  (ISBN 3-89942-530-8).

### Fiction
Grenzgang. Prosa, Hoffmann und Campe, Hambourg, 1979  (ISBN 3-455-08741-8).

## Prix et distinctions
- Heatly Prize in Politics (Edimbourg, 1969);
- Woitschach-Forschungspreis im Stifterverband für die Deutsche Wissenschaft (Bonn, 1993);
- Membre correspondant de la Österreichische Akademie der Wissenschaften (Vienne, 1998):
- Membre de l'Academia Europaea (Londres, 2010);
- Professeur honoraire de la East China Normal University (Shanghai, 2014).

## Sur Pierre V. Zima
- Lavis, J.-F., Une écriture des excès. Analyse sociologique de Voyage au bout de la nuit, Balzac - Le Griot éditeur, Monréal, 1997, p. 35-45.
- Dörner, A. et Vogt, L., Literatursoziologie. Eine Einführung in zentrale Positionen - von Marx bis Bourdieu, von der Systemtheorie bis zu den British Cultural Studies, Springer VS, Wiesbaden, 2013, 2. Auflage, p. 42-44

- Das Subjekt in Literatur und Kunst. Festschrift für Peter V. Zima, dir. S. Bartoli Kucher, D Böhme, T. Floreancig, Francke, Tübingen, 2014.